# Sinus versus

Sinus versus in de eenheidscirkel

De sinus versus is een goniometrische functie waarmee in het verleden werd gerekend, aangeduid met {\displaystyle \mathrm {versin} } en gedefinieerd door:
{\displaystyle \mathrm {versin} (x)=1-\cos(x)}
De functie is tegenwoordig geheel in onbruik geraakt.
Er bestaat de volgende betrekking met de sinus van de halve hoek:
{\displaystyle \mathrm {versin} (x)=2\sin ^{2}\left({\tfrac {1}{2}}x\right)}